# Frank E. Wilson
Frank Eugene Wilson (ur. 22 grudnia 1857 w Roxbury, zm. 12 lipca 1935 w Brooklynie) – amerykański polityk, członek Partii Demokratycznej.

## Działalność polityczna
W okresie od 4 marca 1899 do 3 marca 1903 przez dwie kadencje był przedstawicielem 5. okręgu, następnie od 4 marca 1903 do 3 marca 1905 przez jedną kadencję i ponownie od 4 marca 1911 do 3 marca 1913 przez jedną kadencję był przedstawicielem 4. okręgu, a od 4 marca 1913 do 3 marca 1915 przez jedną kadencję przedstawicielem 3. okręgu wyborczego w stanie Nowy Jork w Izbie Reprezentantów Stanów Zjednoczonych.